# Ernáine mac Fiachnai
Ernáine mac Fiachnai (mort en 636) est un roi d'Ailech et un Chef du Cenél nEógain une branche des Uí Néill du Nord.

## Règne
Ernáine est le frère de l'Ard ri Erenn Suibne Menn († 628). Il règne à Ailech de 630 à 636,
Une lignée rivale du Cenél nEógain  le Cenél maic Ercae avait dominé le royaume d'Ailech jusqu'au règne de son frère 
Suibne Menn († 628) de la branche du Cenél Feradaig. Après la mort de Suibne Máel Fithrich mac Áedo, du Cenél maic Erca réussit à s'imposer comme roi. Mais en 630 les deux branches s'affrontent lors de la bataille de Leitheirbe et Ernáine est victorieux et Máel Fithrich mac Áedo est tué. La lignée du Cenél Feradaig continuera à gouverner le royaume pendant la plus grande partie du VIIe siècle. Ernáine est cependant tué en 636 mais son meurtrier n'est pas nommé par les Annales. Selon les  Laud Synchronisms il est tué par un membre du  Cenél nEógain, probablement du Cenél maic Ercae.Il a comme successeur son neveu Crunnmáel mac Suibni.

## Postérité
Ernáine  laisse un fils Máel Fuataig (mort en 662) père d'une fille Cacht première épouse de Bécc Bairrche mac Blathmaic († 718)  du Dal Fiatach roi d'Ulaid qui abdique en 707

### Source
- (en) T.M. Charles-Edwards, Early Christian Ireland, Cambridge, Cambridge University Press, 2000, 707 p. (ISBN 0-521-36395-0)